# Friedrich Schuler von Libloy
Friedrich Schuler von Libloy vagy Friedrich Schuler-Libloy (Nagyszeben, 1827. január 13. – Bécs, 1900. november 8.) egyetemi tanár.

## Élete
Édesapja kereskedő volt (akinek őse Schuler Orbán, másképp: Libloy 1616. október 12-én II. Mátyás királytól kapott nemességet). Schuler szülővárosában az evangélikus gimnáziumban és a jogakadémián, később a bécsi egyetemen tanult. Nagyszebenbe visszatérve, 1851-ben az ottani jogakadémián helyettes, majd rendes tanár lett; egyszersmind az intézet könyvtárnoka is volt. 1863-ban a nagyszebeni tartománygyűlésre Szászrégen képviselőnek választotta, ahol mind a két ülésszaknak (1863. július 15-től október 13-ig és 1864. május 23-tól október 29-ig) egyik legtevékenyebb tagja volt. Innen a bécsi Reichsrathba küldték, ahol 1865. július 28-ig szintén közreműködött; a szász nemzeti egyetem gyűlésein 1868. szeptember 15-től december 31-ig Medgyesszéket képviselte. 1869-ben Nagyszeben képviselőtestületébe választották; 1868-tól az ottani ipartestületnek elnöke és az erdélyi honismertető-társulatnak választmányi tagja volt; 1856-tól a nürnbergi germán múzeumnak (melynek választmányi tagjául választották) az erdélyi központi ügynökségét vezette. 1875-ben az újonnan alakult Csernyivci egyetemre hívták meg jogtanárnak, ahol a német jogot és népjogot adta elő, 1878-79-ben és 1890-91-ben egyetemi rektor, ötször pedig dékán volt. 1883-ban császári és királyi kormánytanácsosnak nevezték ki. 1895. augusztus 7-én udvari tanácsosi címmel nyugalomba vonult és Nagyszebenbe, majd Bécsbe költözött.
Számos cikket írt a hazai és külföldi hírlapokba, folyóiratokba és naptárakba.

## Munkái
- Erste Grundzüge der theoretischen Diplomatik. Hermannstadt, 1852 (kőnyomat)
- Statuta jurium municipalium Saxonum in Transylvania. Das Eigen Landrecht der Sachsen, bearbeitet nach seiner legalen Ausbildung als Grundriss für akademische Vorlesungen, uo., 1853, Három füzet.
- Siebenbürgische Rechtsgeschichte. Ein Leitfaden für die Vorlesungen über I. Geschichte der siebenbürgischen Rechtsquellen. II. Geschichte der siebenbürgischen Recht-Institute, uo., 1854-56. Két kötet 7 füzetben (2. bőv. kiadás, uo., 1868)
- Kurzer Überblick der Literaturgeschichte Siebenbürgens von der ältesten Zeit bis zu Ende des vorigen Jahrhunderts, uo., 1857 (Előbb a Wiener Zeitung melléklapjában az Österr. Blätter für Literatur und Kunst 1856. évf. jelent meg; onnan bőv. lenyom. közölve)
- Taschen-Ausgabe der siebenbürgischen Landesgesetze, uo., 1861 és 1862 (Névtelen kiadás)
- Merkwürdige Municipal Konstitutionen der Sekler und Sachsen. Zusammengestellt und theilweise ins Deutsche übersetzt, sowie mit erklärenden Noten versehen. uo., 1862
- Deutsche Rechtsgeschichte. Mit drei historisch-politischen Karten. Wien, 1863
- Ueber das Verhältniss der Klein- und Grossgewerbe mit Beziehung auf das Volksleben. Hermannstadt, 1869
- Ueber Ausschreitungen im Güterverbrauche und deren Einfluss auf das Volks- und Staatsleben, uo., 1869
- Offener Brief über Gewerbe- und Genossenschaftswesen an die Herren Gewerbsmitglieder, uo., 1869
- Das ungarische Staatsrecht. Ein Handbuch für Lehre und Beruf. Wien, 1870
- Politische Oekonomie... Hermannstadt, 1871
- Protestantisches Kirchenrecht vornemlich des der Evangelischen Augsburger Bekenntnisses in Siebenbürgen, uo., 1871
- Altgermanische Bilder und die Zeit Karls des Grossen... Berlin, 1873
- Abriss der europäischen Staats- und Rechtsgeshichte, uo., 1873-74.
- Der Socialismus und die Internationale nach ihren hervorragendsten Erscheinungen in Literatur und Leben. Leipzig, 1875
- Festvortrag am 4. Oktober 1875, für die feierliche Eröffnung der k. k. Franz-Josefs-Universität in Czernowitz. Dritte Auflage, Czernowitz
- Aus der Türken- und Jesuitenzeit vor und nach dem Jahre 1600. historische Darstellungen, zumal Fürsten- und Volksgeschichte in den Karpathenländern. Berlin, 1876
- Über die Entwicklung der staatsbürgerlichen Freiheit in Österreich (Rektoratsrede). Czernowitz, 1878. (3. kiadás, uo., 1894)
- Über wichtige Rechtsschöpfungen der Neuzeit (Rektoratsrede) uo., 1904

### Kéziratban
- Die ungarischen Rechtsdenkmäler 1876. (A Magyar Tudományos Akadémiához magyar fordításban beküldetett); Handbuch der (ungarischen) Finanzlehre.